# Zyprischer Fußballpokal 1978/79
Der Zyprische Fußballpokal 1978/79 war die 37. Austragung des zyprischen Pokalwettbewerbs. Er wurde vom zyprischen Fußballverband ausgetragen. Das Finale fand am 24. Juni 1979 im Makario-Stadion von Nikosia statt.
Pokalsieger wurde Titelverteidiger APOEL Nikosia. Das Team setzte sich im Finale gegen AEL Limassol durch. APOEL qualifizierte sich durch den Sieg für den Europapokal der Pokalsieger 1979/80.
Alle Begegnungen wurden in einem Spiel ausgetragen. Bei unentschiedenem Ausgang wurde das Spiel um zweimal 15 Minuten verlängert. Stand danach kein Sieger fest, folgte ein Wiederholungsspiel auf des Gegners Platz. Endete auch dies unentschieden, gab es eine Verlängerung und gegebenenfalls ein Elfmeterschießen.

## Teilnehmer
| First Division (16) | First Division (16) | Second Division (14) | Second Division (14) | Third Division (10)                                                                        | Third Division (10)                                                                                        |
| --- | --- | --- | --- | ------------------------------------------------------------------------------------------ | --- |
| - Alki Larnaka - AEL Limassol - Anorthosis Famagusta - APOEL Nikosia - Apollon Limassol - APOP Paphos - Aris Limassol - Digenis Akritas Morphou | - Enosis Neon Paralimni - EPA Larnaka - Evagoras Paphos - Nea Salamis Famagusta - Olympiakos Nikosia - Omonia Aradippou - Omonia Nikosia - Pezoporikos Larnaka | - Adonis Idaliou - AEM Morphou - Akritas Chlorakas - ASIL Lysi - Chalkanoras Idaliou - Ermis Aradippou - Ethnikos Achnas | - Ethnikos Assia - Iraklis Gerolakkou - Keravnos Strovolou - Neos Aionas Trikomou - Othellos Athienou - PAEEK Kyrenia - Panthenon Zodeia | - Achilleas Kaimakli - AEK Famagusta - AEK Kythreas - Anagennisi Deryneia - Doxa Katokopia | - ENAD Ayiou Dometiou - Enosis Neon THOI Lakatamia - Faros Akropolis - Olimpiada Neapolis - Orfeas Nikosia |

## Vorrunde
In dieser Runde traten alle 10 Teams der Third Division und 6 Teams der Second Division an.
|                            | Ergebnis |                     |
| -------------------------- | -------- | ------------------- |
| AEK Famagusta              | 1:2      | Olimpiada Neapolis  |
| ASIL Lysi                  | 4:0      | ENAD Ayiou Dometiou |
| Doxa Katokopia             | 1:3      | Anagennisi Deryneia |
| Iraklis Gerolakkou         | 1:5      | AEM Morphou         |
| Enosis Neon THOI Lakatamia | 2:0      | Achilleas Kaimakli  |
| AEK Kythreas               | 3:1      | Faros Akropolis     |
| Orfeas Nikosia             | 3:0      | PAEEK Kyrenia       |
| Panthenon Zodeia           | 2:1      | Ethnikos Assia      |

## 1. Runde
Alle 16 Vereine der First Division und 8 weitere Vereine der Second Division stiegen in dieser Runde ein.
|                       | Ergebnis |                            |
| --------------------- | -------- | -------------------------- |
| AEL Limassol          | 3:1      | Omonia Aradippou           |
| AEM Morphou           | 0:2      | Ethnikos Achnas            |
| Alki Larnaka          | 3:2      | Ermis Aradippou            |
| Anorthosis Famagusta  | 10:10    | Enosis Neon THOI Lakatamia |
| Apollon Limassol      | 2:0      | AEK Kythreas               |
| APOP Paphos           | 2:0      | Panthenon Zodeia           |
| ASIL Lysi             | 3:0      | Digenis Akritas Morphou    |
| Anagennisi Deryneia   | 0:4      | Olympiakos Nikosia         |
| EPA Larnaka           | 5:0      | Akritas Chlorakas          |
| Keravnos Strovolou    | 1:5      | Aris Limassol              |
| Neos Aionas Trikomou  | 2:1      | Adonis Idaliou             |
| Othellos Athienou     | 0:6      | Omonia Nikosia             |
| Orfeas Nikosia        | 1:2      | Pezoporikos Larnaka        |
| Enosis Neon Paralimni | 10:00    | Olimpiada Neapolis         |
| Nea Salamis Famagusta | 5:0      | Evagoras Paphos            |
| Chalkanoras Idaliou   | 1:2      | APOEL Nikosia              |

## 2. Runde
|                      | Ergebnis  |                       |
| -------------------- | --------- | --------------------- |
| Alki Larnaka         | 0:1       | Aris Limassol         |
| Anorthosis Famagusta | 2:1       | APOP Paphos           |
| APOEL Nikosia        | 4:0       | Nea Salamis Famagusta |
| Apollon Limassol     | 3:1       | ASIL Lysi             |
| Ethnikos Achnas      | 0:0 n. V. | Omonia Nikosia        |
| EPA Larnaka          | 2:4       | Enosis Neon Paralimni |
| Neos Aionas Trikomou | 1:2       | Olympiakos Nikosia    |
| Pezoporikos Larnaka  | 0:2       | AEL Limassol          |

### Wiederholungsspiel
|                | Ergebnis |                 |
| -------------- | -------- | --------------- |
| Omonia Nikosia | 4:1      | Ethnikos Achnas |

## Viertelfinale
|                       | Ergebnis  |                      |
| --------------------- | --------- | -------------------- |
| AEL Limassol          | 1:1 n. V. | Apollon Limassol     |
| Aris Limassol         | 3:2       | Omonia Nikosia       |
| Olympiakos Nikosia    | 0:3       | Anorthosis Famagusta |
| Enosis Neon Paralimni | 0:1       | APOEL Nikosia        |

### Wiederholungsspiel
|                  | Ergebnis |              |
| ---------------- | -------- | ------------ |
| Apollon Limassol | 0:3      | AEL Limassol |

## Halbfinale
|               | Ergebnis |                      |
| ------------- | -------- | -------------------- |
| AEL Limassol  | 2:0      | Aris Limassol        |
| APOEL Nikosia | 1:0      | Anorthosis Famagusta |

## Finale
| Paarung       | APOEL Nikosia – AEL Limassol |
| Ergebnis      | 1:0 n. V. |
| Datum         | 24. Juni 1979 |
| Stadion       | Makario-Stadion, Nikosia |
| Tore          | 1:0 Koullis Pantziaras (103.) |
| APOEL Nikosia | Idrotos Koupanos – Charalampos Menelaou, Koulis Pantziaras, Andreas Stavrou – Andreas Stefanou, Nikos Pantziaras, Georgios Petrou, Takis Timotheou (86. Maragos) – Petrakis Chatzithomas, Andreas Chailis, Takis Antoniou |
| AEL Limassol  | Andreas Konstantinou – Giorgos Stylianou, Antoniou, Giallouris – Michailidis (103. Aristos), Makis, Stelios Pelendritis, George – Vouras, Aristos Aristotelous (75. Avgoustis), Loizos Mavroudis                          |